# Premio letterario nazionale per la donna scrittrice
Il Premio letterario nazionale per la donna scrittrice è un premio letterario italiano nato nel 1985, ideato dal giornalista Pier Antonio Zannoni per incoraggiare e valorizzare l'attività femminile nel campo della narrativa. 

## Storia

### Origini
A partire dal 1962 a Rapallo veniva assegnato annualmente il premio “Rapallo-Prove”, istituito dallo scrittore Nino Palumbo e da lui coordinato fino al 1983. La consuetudine di ospitare a Rapallo un concorso letterario nazionale fece dunque sì che tra il 1984 e il 1985 venisse accolta dall'amministrazione cittadina l'iniziativa di Pier Antonio Zannoni relativa a un premio per opere edite di narrativa rivolto in via esclusiva alle scrittrici. 
La giuria tecnica del Premio letterario nazionale per la donna scrittrice, composta da scrittori, docenti universitari e critici letterari, sceglie tre opere fra quelle proposte ed è all'interno di questa terna che poi, sia la giuria tecnica che una giuria popolare premiano l'opera più apprezzata. Nel corso della cerimonia di premiazione, oltre al premio principale, vengono consegnati il Premio Opera Prima e il Premio speciale della Giuria. Pier Antonio Zannoni è il titolare esclusivo del marchio identificativo del premio e ne ha curato, come coordinatore responsabile, tutte le edizioni fin qui realizzate. Il Premio è stato promosso dalla prima alla trentasettesima edizione dal Comune di Rapallo e, dalla settima alla trentaquattresima edizione, anche dalla Banca Carige.

### Anni 2020
Nella primavera del 2022 viene annunciata la sospensione del Premio a causa delle divergenze tra il Comune di Rapallo e lo storico organizzatore.
Il 4 aprile 2023 è indetta la 38ª edizione del Premio letterario nazionale per la donna scrittrice promossa dal Comune di Savona, che ne ha affidato l’organizzazione al Teatro dell’Opera Giocosa.

## Albo d'oro
1985 - 1ª edizione
1. Virginia Galante Garrone – L'ora del tempo (Garzanti);
2. Anna Maria Ortese – Il treno russo (Pellicano);
3. Lucia Drudi Demby – Allegro Espressivo (Bastogi);

- Premio Speciale della Giuria: Grazia Livi – Da una stanza all'altra (Garzanti);

1986 - 2ª edizione
1. Giuliana Berlinguer – Una per sei (Camunia);
2. Fernanda Pivano – Cos’è più la virtù (Rusconi);
3. Dacia Maraini – Isolina (Mondadori);

- Premio Speciale della Giuria: Edoarda Masi – Il libro da nascondere (Marietti);

1987 - 3ª edizione
1. Gina Lagorio – Golfo del paradiso (Garzanti);
2. Marina Jarre – I padri lontani (Einaudi);
3. Elisabetta Pierallini – I belli di famiglia (Camunia);

- Premio Speciale della Giuria: Sylvana de Riva – Profili (Bompiani)

1988 - 4ª edizione
1. Rosetta Loy – Le strade di polvere (Einaudi);
2. Sandra Reberschak – La ricognizione (Bompiani);
3. Ginevra Bompiani – L'incantato (Garzanti);

- Premio Speciale della Giuria: Francesca Sanvitale – La realtà è un dono (Mondadori);

1989 - 5ª edizione
1. Edith Bruck – Lettera alla madre (Garzanti);
2. Fabrizia Ramondino – Un giorno e mezzo (Einaudi);
3. Susanna Tamaro – La testa fra le nuvole (Marsilio);

- Premio Speciale della Giuria: Roberta De Monticelli – Il richiamo della persuasione (Marietti);

1990 - 6ª edizione
1. Paola Capriolo – Il nocchiero (Feltrinelli);
2. Angela Bianchini – La ragazza in nero (Camunia);
3. Romana Petri – Il gambero blu e altri racconti (Rizzoli);

- Premio Speciale della Giuria: Fleur Jaeggy – I beati anni del castigo (Adelphi);

1991 - 7ª edizione
1. Armanda Guiducci – Virginia e l'angelo (Longanesi);
2. Patrizia Carrano – Cattivi compleanni (Rizzoli);
3. Elisabetta Rasy – L'altra amante (Garzanti);

- Premio giuria: Adriana Zarri – Apologario - Le favole di Samarcanda (Camunia);

1992 - 8ª edizione
1. Susanna Tamaro – Per voce sola (Marsilio);
2. Giacoma Limentani – Dentro la D (Marietti);
3. Vittoria Ronchey – 1944 (Rizzoli);

- Opera prima: Cristina Comencini – Le pagine strappate (Feltrinelli);
- Premio giuria: Anna Maria Ortese – La lente scura (Marcos y Marcos);

1993 - 9ª edizione
1. Camilla Salvago Raggi – Prima del fuoco (Longanesi);
2. Marisa Madieri – La radura (Einaudi);
3. Ludovica Ripa di Meana – La sorella dell'ave (Camunia);

- Opera prima: Carmen Covito – La bruttina stagionata (Bompiani);
- Premio giuria: Dacia Maraini – Bagheria (Rizzoli);

1994 - 10ª edizione
1. Laura Mancinelli – Gli occhi dell'imperatore (Einaudi);
2. Minnie Alzona – Il pane negato (Santi Quaranta);
3. Silvana La Spina – Quando Marte è in Capricorno (Bompiani);

- Opera prima: Margaret Mazzantini – Il catino di zinco (Marsilio);
- Premio giuria: Marisa Volpi – La casa di via Tolmino (Garzanti);

1995 - 11ª edizione
1. Sandra Verda – Il male addosso (Bollati Boringhieri);
2. Mimì Zorzi – Olimpo lombardo (Mondadori);
3. Cristina Comencini – Passione di famiglia (Feltrinelli);

- Opera prima: Silvana Quadrino – La torta senza candeline (Feltrinelli);
- Premio giuria: Paola Capriolo – La spettatrice (Bompiani);

1996 - 12ª edizione
1. Helga Schneider – Il rogo di Berlino (Adelphi);
2. Alda Merini – La pazza della porta accanto (Bompiani);
3. Marta Morazzoni – L'estuario (Longanesi);

- Opera prima: Marisa Fenoglio – Casa Fenoglio (Sellerio);
- Premio giuria: Serena Vitale – Il bottone di Puškin (Adelphi);;

1997 - 13ª edizione
1. Francesca Duranti – Sogni mancini (Rizzoli);
2. Marta Morazzoni – Il caso Courrier (Longanesi);
3. Maria Luisa Magagnoli – Un caffè molto dolce (Bollati Boringhieri);

- Opera prima: Chiara Zocchi – Olga (Garzanti);
- Premio giuria: Maria Corti – Ombre dal fondo (Einaudi);
  - Premio straordinario: Alice Sturiale – Il libro di Alice (Rizzoli);

1998 - 14ª edizione
1. Romana Petri – Alle case venie (Marsilio);
2. Rossana Ombres – Baiadera (Mondadori);
3. Nadia Fusini – Due volte la stessa carezza (Bompiani);

- Opera prima: Gloria Chilanti – Bandiera rossa e borsa nera (Mursia);
- Premio giuria: Rosetta Loy – La parola ebreo (Einaudi);

1999 - 15ª edizione
1. Anna Maria Mori e Nelida Milani – Bora (Frassinelli);
2. Simona Vinci – In tutti i sensi come l'amore (Einaudi);
3. Marisa Volpi – Fatali stelle (Longanesi);

- Opera prima: Cecilia Chailly – Era dell'amore (Bompiani);
- Premio giuria: Marisa Fenoglio – Vivere altrove (Sellerio);

2000 - 16ª edizione
1. Renata Pisu – La via della Cina (Sperling & Kupfer);
2. Angela Bianchini – Un amore sconveniente (Frassinelli);
3. Fabrizia Ramondino – Passaggio a Trieste (Einaudi);

- Opera prima: Federica Fantozzi – Caccia a Emy (Marsilio);
- Premio giuria: Liana Millu – Dopo il fumo (Morcelliana);

2001 - 17ª edizione
1. Paola Mastrocola – La gallina volante (Guanda);
2. Laura Pariani – La foto di Orta (Rizzoli);
3. Serena Vitale – La casa di ghiaccio (Mondadori);

- Opera prima: Caterina Bonvicini – Penelope per gioco (Einaudi);
- Premio giuria: Elena Gianini Belotti – Voli (Feltrinelli);

2002 - 18ª edizione
1. Margaret Mazzantini –  Non ti muovere (Mondadori);
2. Cristina Comencini – Matrioska (Feltrinelli);
3. Dacia Maraini – La nave per Kobe (Rizzoli);

- Opera prima: Marlisa Trombetta – La mamma cattiva (Marsilio);
- Premio giuria: Giuliana Morandini – Sospiri e palpiti (Marietti 1820);

2003 - 19ª edizione
1. Francesca Marciano – Casa Rossa (Longanesi);
2. Laura Bosio – Le ali ai piedi (Mondadori);
3. Simona Vinci – Come prima delle madri (Einaudi);

- Opera prima: Chiara Marchelli – Angeli e cani (Marsilio);
- Premio giuria: Sandra Petrignani – La scrittrice abita qui (Neri Pozza);

2004 - 20ª edizione
1. Francesca Duranti – L'ultimo viaggio della Canaria (Marsilio);
2. Marina Jarre – Ritorno in Lettonia (Einaudi);
3. Rosa Matteucci – Libera la Karenina che è in te (Adelphi);

- Opera prima: Laura Bocci – Di seconda mano (Rizzoli);
- Premio giuria: Agnese Moro – Un uomo così (Rizzoli);

2005 - 21ª edizione
1. Patrizia Bisi – Daimon (Einaudi);
2. Lia Levi – Il mondo è cominciato - da un pezzo (E/O);
3. Clara Sereni – Le merendanze (Rizzoli);

- Opera prima: Luciana Capretti – Ghibli (Rizzoli);
- Premio giuria: Cristina Comencini – La bestia nel cuore (Feltrinelli);
  - Premio straordinario (nel ricordo di Giorgio Calcagno): Monica Maggioni – Dentro la guerra (Longanesi);

2006 - 22ª edizione
1. Silvia Ballestra – La seconda Dora (Rizzoli);
2. Isabella Santacroce – Zoo (Fazi);
3. Silvia Di Natale – L'ombra del cerro (Feltrinelli);

- Opera prima: Ornela Vorpsi – Il paese dove non si muore mai (Einaudi);
- Premio 60º della Repubblica italiana: Tina Anselmi con Anna Vinci – Storia di una passione politica (Sperling & Kupfer);

2007 - 23ª edizione
1. Brunella Schisa – La donna in nero (Garzanti);
2. Lucrezia Lerro – Il rimedio perfetto (Bompiani);
3. Laura Bosio – Le stagioni dell'acqua (Longanesi);

- Opera prima: Rosella Postorino – La stanza di sopra (Neri Pozza);
- Premio giuria: Lina Wertmüller – Arcangela Felice Assunta Job Wertmüller von Elgg Espanol von Branchcich - cioè Lina Wertmüller (Frassinelli);

2008 - 24ª edizione
1. Caterina Bonvicini – L'equilibrio degli squali (Garzanti);
2. Elisabetta Rasy – L'estranea (Rizzoli);
3. Simona Vinci – Strada Provinciale Tre (Einaudi);

- Opera prima: Eliana Bouchard – Louise (Bollati Boringhieri);
- Premio giuria: Laura Pariani – Dio non ama i bambini (Einaudi);

2009 - 25ª edizione
1. Daria Bignardi – Non vi lascerò orfani (Mondadori);
2. Paola Capriolo – Il pianista muto (Mondadori);
3. Dunja Badnjevic – L'isola nuda (Bollati Boringhieri);

- Opera prima: Marella Caracciolo Chia – Una parentesi luminosa (Adelphi);
- Premio giuria: Simonetta Agnello Hornby – Vento scomposto (Feltrinelli);
  - Premio internazionale XXV anno: Almudena Grandes – Cuore di ghiaccio (Tusquets editores);

2010 - 26ª edizione
1. Benedetta Cibrario – Sotto cieli noncuranti (Feltrinelli);
2. Margherita Oggero – Risveglio a Parigi (Rizzoli);
3. Camilla Baresani – Un'estate fa (Bompiani);

- Opera prima: Teresa De Sio – Metti il diavolo a ballare (Einaudi);
- Premio giuria: Valentina Fortichiari – Lezione di nuoto (Guanda);

2011 - 27ª edizione;
1. Federica Manzon – Di fama e di sventura (Mondadori);
2. Donatella Di Pietrantonio – Mia madre è un fiume (Elliot edizioni);
3. Maria Pia Ammirati – Se tu fossi qui (Cairo);

- Opera prima: Viola Di Grado – Settanta acrilico trenta lana (E/O);
- Premio giuria: Franca Valeri – Bugiarda no, reticente (Einaudi);

2012 - 28ª edizione
1. Francesca Melandri – Più alto del mare (Rizzoli);
2. Laura Bosio – Le notti sembravano di luna (Longanesi);
3. Paola Soriga – Dove finisce Roma (Einaudi);

- Opera prima: Irene Di Caccamo – L'amore imperfetto (Edizioni Nutrimenti);
- Premio giuria: Edith Bruck – La donna dal cappotto verde (Garzanti);

2013 - 29ª edizione
1. Emanuela Abbadessa – Capo Scirocco (Rizzoli);
2. Anna Maria Falchi – L'isola delle lepri (Guanda);
3. Carola Susani – Eravamo bambini abbastanza (Minimum Fax);

- Opera prima: Maria Perosino – Io viaggio da sola (Einaudi);
- Premio giuria: Serena Dandini – Ferite a morte (Rizzoli);

2014 - 30ª edizione
1. Emmanuelle de Villepin – La vita che scorre (Longanesi);
2. Rosella Postorino – Il corpo docile (Einaudi);
3. Marina Mander – Nessundorma (Mondadori);

- Opera prima: Giuliana Altamura – Corpi di gloria (Marsilio);
- Premio giuria: Marta Morazzoni – Il fuoco di Jeanne (Guanda);

2015 - 31ª edizione
1. Valentina D'Urbano – Quella vita che ci manca (Longanesi);
2. Silvana Gandolfi – I più deserti luoghi (Ponte alle Grazie);
3. Letizia Muratori – Animali domestici (libro) Animali domestici (Adelphi);

- Opera prima: Carmen Pellegrino – Cade la terra (Giunti);
- Premio giuria: Lia Levi – Il braccialetto (E/O);

2016 - 32ª edizione
1. Sara Rattaro – Splendi più che puoi (Garzanti);
2. Cristina Battocletti – La mantella del diavolo (Bompiani);
3. Stefania Parmeggiani – La notte di Silvia (Castelvecchi);

- Opera prima: Evita Greco – Il rumore delle cose che iniziano (Rizzoli);
- Premio giuria: Pia Pera – Al giardino ancora non l’ho detto (Ponte alle Grazie);

2017 - 33ª edizione
1. Anilda Ibrahimi - Il tuo nome è una promessa (Einaudi);
2. Paola Cereda – Confessioni audaci di un ballerino di liscio (Baldini & Castoldi);
3. Grazia Verasani – Lettera a Dina (Giunti);

- Opera prima: Valentina Farinaccio – La strada del ritorno è sempre più corta (Mondadori);
- Premio giuria: Camilla Salvago Raggi – Volevo morire a vent'anni (Edizioni Lindau);

2018 - 34ª edizione
1. Rosella Postorino – Le assaggiatrici (Feltrinelli);
2. Margherita Oggero – Non fa niente (Einaudi);
3. Maria Attanasio – La ragazza di Marsiglia (Sellerio);

- Opera prima: Sabrina Nobile – Per metà fuoco per metà abbandono (Sem);
- Premio giuria: Ilaria Scarioni – Quello che mi manca per essere intera (Mondadori);

2019 -35ª edizione
1. Cinzia Leone - Ti rubo la vita (Mondadori);
2. Claudia Durastanti – La straniera (La Nave di Teseo);
3. Nadia Fusini – Maria (Einaudi);

- Opera prima: Cristina Marconi – Città irreale (Ponte alle Grazie).;
- Premio giuria: Susanna Tamaro – Il tuo sguardo illumina il mondo (Solferino);

2020 - 36ª edizione
1. Simona Vinci – Mai più sola nel bosco (Marsilio);
2. Melania G. Mazzucco – L'Architettrice  (Einaudi);
3. Silvia Ballestra – La nuova Stagione (Bompiani);

- Opera prima: Irene Salvatori – Non è vero che non siamo stati felici (Bollati Boringhieri);
- Premio giuria: Romana Petri – Figlio del lupo (Mondadori);

2021 - 37ª edizione
1. Ilaria Tuti – Fiore di roccia (Longanesi);
2. Silvia Avallone – Un'amicizia (Rizzoli);
3. Elisa Ruotolo – Quel luogo a me proibito (Feltrinelli);

- Opera prima: Martina Merletti – Ciò che nel silenzio non tace (Einaudi);
- Premio giuria: Nadeesha Uyangoda – L'unica persona nera nella stanza (Edizioni 66THA2ND);

2022-2023 - 38ª edizione
1. Simona Baldelli – Il pozzo delle bambole (Sellerio);
2. Michela Monferrini – Dalla parte di Alba (Ponte alle Grazie);
3. Valeria Parrella – La fortuna (Feltrinelli);

- Opera prima: Greta Pavan – Quasi niente sbagliato (Bollati Boringhieri);
- Premio giuria: Rosella Postorino – Mi limitavo ad amare te (Feltrinelli);

2024-2025 - 39ª edizione
1. Raffaella Romagnolo – Aggiustare l'universo (Mondadori);
2. Paola Mastrocola – Il Dio del Fuoco (Einaudi);
3. Anita Likmeta – Le favole del comunismo (Marsilio);

- Opera prima: Marta Aidala – La strangera (Guanda);
- Premio giuria: Sveva Casati Modignani – Lui, lei e il Paradiso (Sperling & Kupfer);